# Linia kolejowa Suhl – Schleusingen
Linia kolejowa Suhl – Schleusingen – nieczynna lokalna, jednotorowa i niezelektryfikowana linia kolejowa w kraju związkowym Turyngia, w Niemczech. Łączy miejscowości Suhl i Schleusingen.